# 十八排
26°28′43″N 115°04′47″E / 26.4785°N 115.0797°E
十八排是一座位于江西省泰和、兴国两县交界处的山峰，面积3平方公里，海拔1176米，为泰和县最高峰、兴国县第二高峰。十八排是两县之间东西走向的弧形分水岭的最高点，因上山须经十八个横排而得名，其北侧为泰和县水槎乡，南侧为兴国县茶园乡。